# Pafenolol
Pafenolol je agonist beta adrenergičkog receptora.